# 数谷大道站
数谷大道站是贵阳轨道交通S1线的地铁车站，位于中华人民共和国贵州省贵阳市花溪区新建路与数谷大道交叉口西侧，于2024年12月28日开通。

## 车站结构
数谷大道站沿新建路呈东西向设置，为地下二层岛式站台车站，车站长337米，车站地下一层为站厅层，地下二层为站台层。车站西侧设有一条单渡线。
| 地面              | 出入口 | A、B1、B2、C出入口                                                                                      |
| 地下一层          | 站厅   | 客服中心、自动售票机、验票机                                                                            |
| 地下二层          | 站台   | \| \| \| █ S1线往皂角坝（大科城） \| \| 島式 · 開左邊车门 \| \| \| \| \| \| █ S1线往望城坡（星月湖） \| |
|                   |        | █ S1线往皂角坝（大科城）                                                                                |
| 島式 · 開左邊车门 |        | |
|                   |        | █ S1线往望城坡（星月湖）                                                                                |

## 车站出口
数谷大道站共有4个出入口，各出口及周围设施如下所示：
| 编号                    | 出入口信息           | 照片 | 无障碍设施 |
| ----------------------- | -------------------- | ---- | ---------- |
| A · 出口 · （设有）     | 碧桂园贵安1号        |      |            |
| B · 1 · 出口 · （设有） | 数谷大道，湖潮河大桥 |      |            |
| B · 2 · 出口 · （设有） | 数谷大道             |      |            |
| C · 出口                | 湖潮河大桥           |      | 不適用     |
| 图例： 设有             |                      |      |            |

## 接驳交通

### 公交车
- 数谷大道公交枢纽：大科城1路

## 车站历史
本站建设时期工程名为金马中路站，开通前正式命名为数谷大道站，站名来自车站横跨的数谷大道。
- 2023年12月10日，车站主体结构封顶[2]。
- 2024年12月28日，车站随S1线工程通车开通[1]。